# 1. årtusinde f.Kr.
Årtusinder: 2. årtusinde f.Kr. – 1. årtusinde f.Kr. – 1. årtusinde